# تحليل وزني حراري

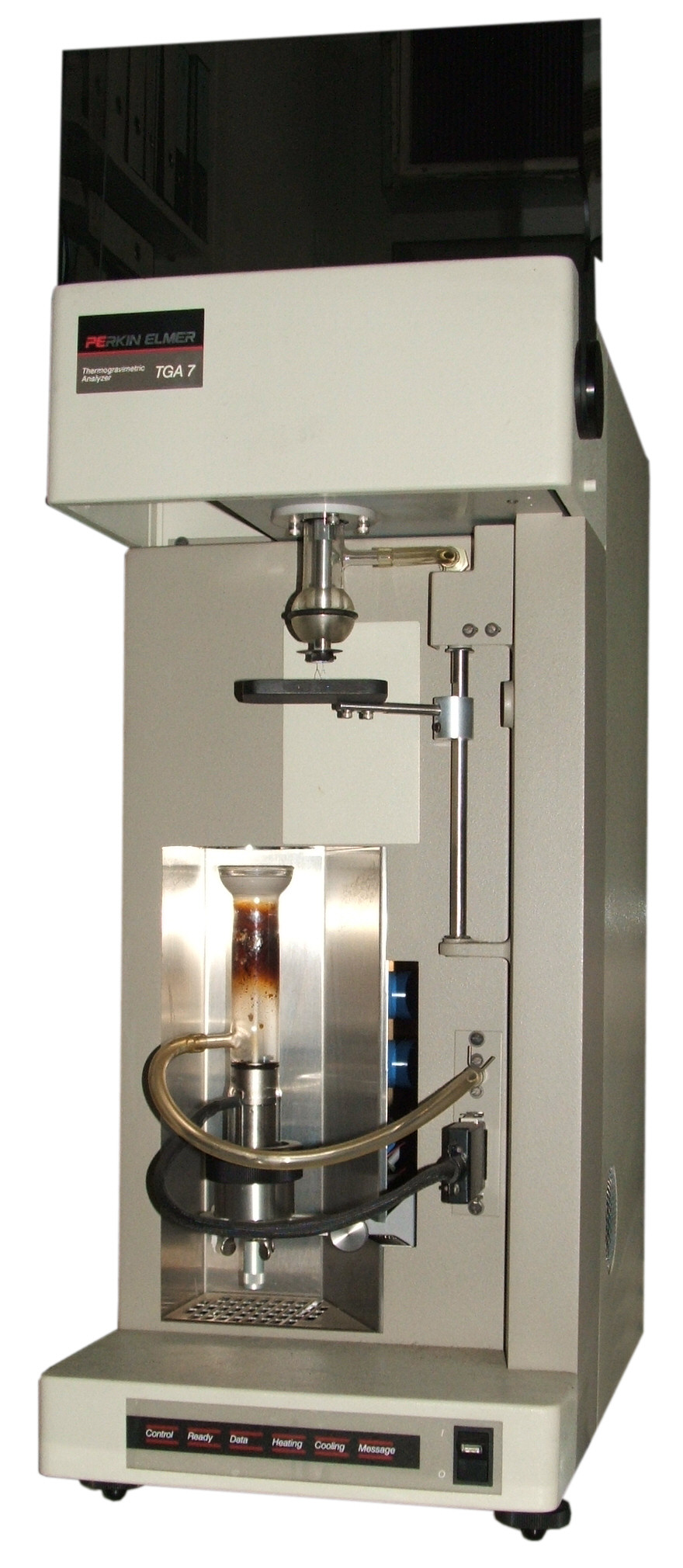
قياس الحرارة عن درجة حرارة ثابتة
قياس التغير في الحرارة الصادرة
قياس التغير الميكانيكي الدينامي
تحليل ميكانيكي حراري
تحليل كهربي حراري
تحليل حراري تفاضلي.

تحليل وزني حراري (اختصاراً TGA) هي طريقة تحليل حرارية تراقب خلالها تغيرات في الخواص الفيزيائية والكيميائية للمواد وتتم العملية أثناء زيادة درجة الحرارة (مع بقاء معدل زيادة الحرارة ثابتا). أو قد يجرى التفاعل ويراقب زمن التفاعل (مع بقاء درجة الحرارة ثابتة و/أو فقد للوزن ثابتا).
يعطينا التحليل الوزني الحراري معلومات عن الخواص الطبيعية للمادة، مثل التبخير والتسامي، وفي الكيمياء الامتصاص والإدمصاص وتغير الحالة. كذلك يعطي التحليل الوزني الحراري معلومات عن العمليات الكيميائية، مثل الامتصاص الكيميائي والذوبان وفقد الماء والالتحلل، ومعلومات عن تفاعلات مادة صلبة مع غاز مثل الأكسدة أو تفاعل أكسدة-اختزال.
توضع العينة في بوتقة تتحمل درجات الحرارة العالية وتكون من مادة خاملة لا تتفاعل، مثل البلاتين أو أكسيد الألمونيوم؛ وتوضع في فرن يسخن حتى 2400 درجة مئوية. وتعلق البوتقة بميزان دقيق، وتؤخذ قراءة الميزان أثناء عملية التسخين باستمرار. وتوضع مزدوجة حرارية بجانب البوتقة تقوم بقياس درجة الحرارة.
الأجهزة الحديثة للتحليل الوزني الحراري تكون متصلة بحاسوب يحدد أعلى درجة حرارة للتحليل، كما ينظم معدل التسخين ومعدل تمرير الغاز. أثناء عملية التحليل يدخل في حيز العينة نوعا من الغازات بحسب المطلوب وتكون العينة معزولة عن الخارج. وغالبا يستخدم غاز النيتروجين حيث أنه لا يسبب أكسدة (ويجب في تلك الحالة مراعاة عزل البوتقة بحيث تكون في حيز مغلق ويحيطها غاز النتروجين).
في أحوال أخرى يراد أن يحيط بالعينة غاز مثل الهواء أو الأكسجين أو غاز آخر. وقد ينتج عن تسخين العينة تفاعل تحلل أو تطاير مركبات غازية منها أو تنتج غازات ناتجة عن تفاعل العينة مع الأكسجين. تغير وزن العينة سواء بالزيادة أو النقصان تسجل، كما تسجل درجة الحرارة التي يحدث عندها التغير في الوزن، وهذا يعتمد على خواص العينة. من تلك البيانات يمكن معرفة التركيب الكيميائي للعينة.

## جهاز التحليل

رسم توضيحي لمكونات جهاز التحليل الوزني الحراري ATG (يتم تسخين العينة (أسفل) بواسطة السخان feu.)

يعتمد التحليل الوزني الحراري  على قياس ثلاثة متغيرات بدقة: تغير الوزن، ودرجة الحرارة، والتغير في درجة الحرارة. وعلى هذا الأساس يتكون الجهاز من ميزان دقيق ذو كفة توضع عليها العينة، وفرن يعمل ببرمجة حاسوبية. ويمكن برمجة الفرن بحيث أن يقوم بتسخين العينة بمعدل ثابت أو أن يكون التسخين بغرض حدوث معدل تغير ثابت في وزن العينة.
وعلى الرغم من استخدام في الغالب معدل تسخين ثابت، فإن العمل بتغير وزن ثابت للعينة قد يحمي العينة من تفاعلات غير مرغوبة. فمثلا البيانات المقروءة خلال عملية كربنة البوليفينيل بوتيرال قد حددت عن طريق تثبيت معدل تغير وزن العينة عند معدل 0و2 (وزنا)%/دقيقة.

وبصرف النظر عن برمجة الفرن، فإن العينة توضع في فرن يسخن كهربائيا ومزود بمزدوجة حرارية تقيس درجة الحرارة بدقة. وقد توضع عينة مرجعية أيضا على كفة ميزان آخر في غرفة معزولة عن غرفة العينة. وقد يغمر جو العينة بغاز خامل بغرض عدم تأكسد العينة أو بغرض منع حدوث تفاعل آخر غير مرغوب فيه. وقد ابتكر جهاز آخر يستخدم فيه ميزان حساس يعمل ببلورة من الكوارتز، يستطيع قياس عينات صغيرة يبلغ وزنها عدة ميكروجرام بالمقارنة بالأجهزة المعتادة التي تقيس عينات وزنها عدة
مليجرامات.

## طرق القياس
يقوم جهاز التحليل الوزني الحراري بوزن العينة باستمرار أثناء تسخينها إلى درجة حرارة 2000 درجة مئوية ويقترن بالقياس جهاز FTIR يعمل بالأشعة تحت الحمراء ومطياف الكتلة للتحليل الغازي. ومع زيادة درجة الحرارة تتحلل مكونات العينة ويقاس في نفس الوقت التغير المئوي في وزن العينة. ثم ترسم درجة الحرارة على المحور الأفقي والتغير في وزن العينة على المحور الرأسي في رسم بياني.
ويمكن تسجيل القياسات على فترات قصيرة بحيث أن يبدي المنحني الناتج كل تفاصيل التغير في الوزن بدقة أكبر، هذا يتيح الفرصة لاستنباط معلومات أكثر عن خصائص العينة (أنظر تحليل تتبعي).
يمكن معايرة درجة الحرارة في الجهاز عن طريق استخدام عدة عينات لها نقطة انصهار معروفة بدقة أو نقطة كوري للمواد المغناطيسية مثل الحديد أو النيكل وهي معروفة بدقة. توضع المادة المغناطيسية في بوتقة العينة ويسلط عليها مجال مغناطيسي. وتسخن المادة المرجعية (قطعة الحديد مثلا) حتى الوصول إلى نقطة كوري حيث يصبح الحديد عندها ذو مغناطيسية مسايرة، تعمل على معادلة تغير الوزن الناتج عن المجال المغناطيسي الخارجي.